# Język seimat
Język seimat, także ninigo – język austronezyjski używany w prowincji Manus w Papui-Nowej Gwinei, przez mieszkańców wysp Anchorite i Ninigo. Według danych z 2000 roku posługuje się nim 1240 osób.
Katalog Ethnologue (wyd. 22, 2019) podaje, że jest znany wszystkim członkom społeczności.
W języku seimat występują samogłoski nosowe, co jest rzadkie dla języków austronezyjskich. Zaobserwowano, że cecha ta częściowo zanika u młodszego pokolenia.
Sporządzono opis jego gramatyki (Seimat Grammar Essentials, 2005) . W 2013 roku wydano w tym języku Nowy Testament. Jest stosowany w edukacji. Do zapisu stosuje się alfabet łaciński. Na pocz. XXI w. wypracowano pewne konwencje ortografii.